# (3443) Личжэндао
(3443) Личжэндао (лат. Leetsungdao) — астероид, относящийся к группе астероидов, пересекающих орбиту Марса, и принадлежащий к редкому спектральному классу T. Он был открыт 26 сентября 1979 года китайскими астрономами в обсерватории Нанкин и назван в честь китайского физика Ли Чжэндао.

## Характеристики

Орбита астероида Личжэндао и его положение в Солнечной системе

Среднее расстояние от Солнца — 2,395 а. е., в перигелии 1,663 а. е. и в афелии 3,127 а. е. Значение эксцентриситета — 0,3058, орбитальное наклонение — 12,7 градусов по отношению к эклиптике. Полный оборот вокруг Солнца совершает за 1354 суток. Абсолютная звёздная величина — 13,1. Относится к спектральному классу астероидов T по классификации SMASSII.
Первоначально определённый период вращения был равен 3,44 часа. В результате фотометрических исследований астероида в Болгарской национальной астрономической обсерватории Рожен его период вращения был уточнён — 3,313 часа.